# 브레이크다운 (영화)
《브레이크다운》(영어: Breakdown)은 1997년 개봉한 미국의 범죄 스릴러 영화이다. 조너선 모스토가 연출하고, 커트 러셀, J. T. 월시, 캐슬린 퀸런 등이 출연하였다. 아내가 트레일러 트럭 기사에게 납치를 당하자 남편이 천신만고 끝에 구출하는 내용을 담고 있다.
미국에서 파라마운트 픽처스를 통해 1997년 5월 2일에 개봉하였다.

## 줄거리
제프(커트 러셀 분)와 에이미(캐슬린 퀸런 분) 테일러 부부는 매사추세츠주 보스턴에서 캘리포니아주 샌디에이고로 이주하기 위해 지프 그랜드 체로키를 타고 긴 여행을 하며 지루하고 긴 고속 도로를 질주하던 중에 한 픽업트럭과 충돌할 뻔한다. 이 픽업트럭의 운전자인 얼은 주유소에서 제프에게 화를 낸다.
다시 운전 중에 테일러 부부의 자동차가 고장이 나고, 지나가던 한 트레일러 트럭 운전수가 근처에 식당이 있으니 그곳에서 전화로 견인차를 부르라고 충고한다. 에이미가 아무 의심 없이 이 트럭을 얻어 타고 떠난 후 남은 제프는 혼자 차를 정비하던 중 누군가 고의로 차를 조작했다는 의심을 하게 되고 식당으로 가 보지만 트레일러 트럭이나 에이미는 보이지 않는다. 백방으로 찾아다닌 끝에 제프는 트레일러 트럭 운전수 레드를 발견하지만 레드는 에이미를 납치한 적이 없다고 부인한다.
불행 중 다행으로 제프는 어떤 남자들과 떠나는 에이미를 목격했다는 청년 빌리의 증언을 듣게 되고 그들을 뒤쫓는데, 사실 빌리의 정체는 에이미를 납치한 범인들 중 하나였다. 끈질긴 추적 끝에 제프는 빌리, 얼, 그리고 대장격인 레드가 포함된 납치범들의 은거지를 찾고 드디어 에이미를 발견하여 구해 내지만 악당들은 부부를 죽이기 위해 자동차 추격전을 펼친다.
높은 다리에 다다르자 레드가 트레일러 트럭으로 제프와 에이미를 위협하고, 제프와 에이미가 훔쳐 탄 픽업트럭은 다리 난간에서 추락할 위기에 몰린다. 그 와중에 에이미의 오른쪽 다리가 계기판 밑에 끼어 빠져나갈 수 없게 된다. 제프는 레드를 제지하려고 본인 몸을 간신히 빼내고 트레일러 트럭의 트렉터 유닛에 들어가 레드와 격렬히 싸운 끝에 레드를 다리 밑 계곡으로 떨어뜨린다. 이어 제프는 오른쪽 다리를 심하게 다친 에이미를 조심히 유인해 픽업트럭에서 빼내는 데 성공한다. 에이미는 의식을 차리는 레드를 보자 픽업트럭 변속 기어를 당기고, 다리 가장자리에 매달려 있던 트랙터 유닛이 픽업트럭에 밀려 아래로 떨어지면서 레드를 으스러뜨린다. 힘겨운 싸움으로 지쳐 보이는 테일러 부부의 모습을 끝으로 영화는 마무리된다.

## 출연진
- 커트 러셀 - 제프 테일러 역
- J. T. 월시 - 워런 “레드” 바 역
- 캐슬린 퀸런 - 에이미 테일러 역
- M.C. 게이니 - 얼 역
- 잭 노즈워디 - 빌리 역
- 리치 브링클리 - 앨 역
- 모이라 해리스 - 알린 바 역
- 렉스 린 - 보이드 보안관 역
- 킴 로비야 - 렌 카버 보안관보 역
- 잭 맥기 - 바텐더 역
- 토머스 코패치 - 캘훈 역

## 제작

### 촬영
촬영은 캘리포니아주 새크라멘토, 빅터빌, 피라미드 호수, 그리고 유타주 모애브에서 이뤄졌다.

## 우리말 녹음
MBC 성우진 (2001년 2월 24일)
- 신성호 - 제프 테일러(커트 러셀)
- 박선영 - 에이미 테일러(캐슬린 퀸런)
- 황일청 - 레드 바(J. T. 월시)
- 이종혁 - 보안관(렉스 린)
- 안장혁 - 휴게소 사장(잭 맥기)
- 이철용 - 얼(M.C. 게이니)
- 이상범 - 앨(리치 브링클리)
- 김서영 - 레드의 아들(빈센트 베리)
- 이상훈 - 견인차 운전수(진 하틀라인)
- 이자옥 - 레드의 아내(모이라 해리스)
- 최한 - 보안관보(킴 로비야)
- 표영재 - 빌리(잭 노즈워디)

## 같이 보기
- 베니싱 (1988년 영화)